# Phil Kessel
Phil Joseph Kessel Jr. (Madison, Wisconsin, 2 de outubro de 1987)  é um jogador profissional de hóquei no gelo estadudense que atua na posição de right winger e capitão alternativo do Arizona Coyotes, da National Hockey League (NHL). Kessel anteriormente jogou pelo Boston Bruins, Toronto Maple Leafs e Pittsburgh Penguins. Kessel é bicampeão da Stanley Cup, ganhando os titulos de forma consecutiva com o Penguins em 2016 e 2017. Internacionalmente, Kessel jogou pela seleção americana masculina de hóquei em três campeonatos mundias da categoria e nas edições de 2010 e 2014 das Olimpíadas de Inverno, ganhando a medalha de prata em 2010.

## Carreira
Phil Kessel foi draftado na 6º pelo Boston Bruins no Draft de 2006.

## Títulos

### Pittsburgh Penguins
- Stanley Cup: 2016, 2017

### Seleção Americana
- Jogos Olímpicos 2010: Medalha de Prata